# Женщина (сериал)
Же́нщина (тур. Kadın) — турецкий телесериал о драме, транслируемый на телеканале FOX. В главных ролях Озге Озпиринджчи, Джанер Джиндорук и Бенну Йылдырымлар. В сериале было сказано, что Берен Саат раньше будет играть роль матери, но Озге Озпиринджчи приняла участие в этой роли. Сериал был основан на японском сериале Юджи Сакамото.
Сериал состоит из 81 серии.

## Сюжет
Сериал повествует о нелегкой доли женщины, которая по стечению обстоятельств осталась одна, без родителей, без мужа, и теперь она вынуждена растить двух маленьких детей. Однако она не сдается, несмотря на то, что живут бедно, Бахар каждый день удается вызывать улыбку на лицах своих детей. Бахар не привыкать к трудностям, ведь мать её бросила, когда девочке было всего восемь лет. Её растили отец и бабушка, которые тоже умерли, оставив её совсем одну. Когда Бахар знакомится с Сарпом, любовью всей жизни, будущим мужем и отцом своих детей, она считала, что пришел конец одиночеству. Но счастье не длилось долго — Сарп тоже умирает. Затем в жизни Бахар появляется мать, бросившая её в детстве, и перед молодой женщиной открываются новые двери…

## Актёры и персонажи

### Основной состав
- Озге Озпиринджчи — Бахар Чешмели
- Джанер Джиндорук — Сарп Чешмели (Альп Карахан)
- Бенну Йылдырымлар — Хатидже Сарыкады
- Шериф Эрол — Энвер Сарыкады
- Кубра Сузгун — Нисан Чешмели
- Али Семи Сефил — Дорук Чешмели
- Серай Кая — Ширин Сарыкады
- Феяз Думан — Ариф
- Гёкче Эйюпоглу — Джейда
- Хумира — Фазилет
- Хакан Урташ — Джем

### Второстепенный состав
- Ахмет Рифат Шунгар — Эмре
- Айча Айшин Туран — Йелиз Унсал
- Аху Яшту — Пырыл Карахан
- Газанфер Ундюз — Суат
- Хакан Карахан — Незир
- Эже Оздикижи — Жале Демир
- Деврим Оздер Аким — Муса Демир
- Джанер Чандарлы — Мюнир
- Себнем Кёстем — Жулиде
- Октай Гюрсой — Синан
- Сахра Шаш — Бершан
- Мелих Чардак — Хикмет
- Рана Джаббар — Сейфулла
- Тевфик Япиджи — Бахтияр Баккал
- Эврим Доган — Ешим

## Производство
Съёмки сериала начались осенью 2017 года, а премьера первой серии состоялась 24 октября 2017 года на телеканале FOX. 5 июня 2018 года закончился первый сезон с 32 эпизодами. Второй сезон закончился 29 мая 2019 года. Третий сезон начался в октябре 2019 года и был завершён 4 февраля 2020 года.
4 февраля 2020 года была показана последняя серия этого сериала.

## Список серий
| Сезон | Сезон | Количество эпизодов | Период показа    | Период показа  | Период показа |
| Сезон | Сезон | Количество эпизодов | Начало сезона    | Финал сезона   | Телеканал     |
| ----- | ----- | ------------------- | ---------------- | -------------- | ------------- |
|       | 1     | 32                  | 24 октября 2017  | 5 июня 2018    | FOX           |
|       | 2     | 32                  | 25 сентября 2018 | 28 мая 2019    | FOX           |
|       | 3     | 17                  | 1 октября 2019   | 4 февраля 2020 | FOX           |

## Трансляция
Также сериал транслируется в других странах:
| Страна      | Телеканал                | Название сериала                 |
| ----------- | ------------------------ | -------------------------------- |
| Греция      | ANT1                     | Μια Ζωή (Mia Zoí)                |
| Израиль     | Viva                     | אישה (Ishah)                     |
| Казахстан   | Qazaqstan                | Әйел тағдыры                     |
| Колумбия    | Canal Uno                | Mujer                            |
| Ливан       | Mtv                      | Woman                            |
| Мексика     | Azteca Uno               | Fuerza de mujer                  |
| Пуэрто-Рико | WAPA-TV                  | Mujer                            |
| Румыния     | Happy Channel            | Femeie în înfruntarea destinului |
| Словакия    | TV Doma                  | Sila ženy                        |
| Узбекистан  | SevimliTV                | Ayol                             |
| Украина     | 1+1, 1+1 Украина, Бигуди | Жінка                            |
| Хорватия    | RTL Televizija           | Žena                             |
| Эфиопия     | Kana TV (ቃና ቲቪ)          | ያልተፈታ ህልም (Нерешённая мечта)     |

## Награды и номинации
| Год  | Премия                 | Категория             | Номинант                      | Итог      | Комментарий |
| ---- | ---------------------- | --------------------- | ----------------------------- | --------- | ----------- |
| 2018 | Tokyo Drama Awards     | Специальный приз      | «Женщина»                     | Победа    | [ 4 ]       |
| 2018 | Награда Алтын Келебека | Лучшая актриса        | Озге Озпиринджчи              | Победа    | [ 5 ]       |
| 2018 | Награда Алтын Келебека | Лучший детский актёр  | Кубра Сузгун и Али Семи Сефил | Победа    | [ 5 ]       |
| 2018 | Награда Алтын Келебека | Лучший сериал         | «Женщина»                     | Номинация | [ 6 ]       |
| 2018 | Награда Алтын Келебека | Лучшая музыка сериала | Кем Тунчар                    | Номинация | [ 6 ]       |
| 2018 | Награда Алтын Келебека | Лучший сценарист      | Ханде Алтайл                  | Номинация | [ 6 ]       |
| 2018 | Награда Алтын Келебека | Лучший режиссёр       | Надим Гюч                     | Номинация | [ 6 ]       |